# Летняя Универсиада 2013
XXVII Всеми́рная ле́тняя Универсиа́да (тат. XXVII Бөтендөнья Җәйге Универсиада) — международные летние студенческо-молодёжные спортивные соревнования, прошедшие в Казани (Республика Татарстан, Россия) с 6 по 17 июля 2013 года. Проводятся каждые два года под эгидой Международной федерации университетского спорта (FISU) в разных странах мира. Летняя Универсиада в Казани является первой в постсоветской России (в СССР проводилась VII Всемирная летняя Универсиада в Москве с 15 по 25 августа 1973 года).
На са́мой масштабной летней Универсиаде—2013 разыгран 351 комплект медалей по 27 видам спорта среди 11 759 представителей 162 стран, что является рекордом всех студенческих спортивных игр. Подавляюще наибольшее число завоёванных медалей (155 золотых, 75 серебряных и 62 бронзовых медалей) и поставленных рекордов на Универсиаде принадлежит российской сборной.
В церемонии открытия XXVII Всемирной летней Универсиады — 2013 принял участие президент Российской Федерации Владимир Путин, а в церемонии закрытия — председатель Правительства Российской Федерации Дмитрий Медведев.
По заявлению президента Международной федерации студенческого спорта (FISU) Клода-Луи Галльена, казанская Универсиада признана лучшей за всю историю проведения всемирных студенческо-молодёжных спортивных соревнований.
Впервые за всё время проведения универсиад параллельно со спортивными соревнованиями в Казани проводилась «Культурная Универсиада» с приуроченным к ней главным татарским национальным праздником «Сабантуй», национальными экспозициями, парком футбола и бесплатными для имеющих билеты на мероприятия универсиады openair-выступлениями «Цирка дю Солей» в Культурном парке Универсиады на Дворцовой площади, международными фестивалями (Международный оперный фестиваль имени Ф. И. Шаляпина, Фестиваль классического балета имени Рудольфа Нуриева, Международный фестиваль имени Сергея Рахманинова «Белая сирень», фестиваль «Музыка веры») и другими мероприятиями в области культуры и искусства: театра, кино, классической и современной музыки, балета, изобразительного искусства, национальных танца, песни, ремёсел и т. п.
Для сопровождающих и аккредитованных участников Универсиады был организован практически безвизовый въезд в страну — с выдачей специального визового аккредитационного удостоверения в Казани, а также бесплатные экскурсии.

## Выбор города
Решение о проведении Универсиады в Казани было принято на голосовании Международной федерации университетского спорта (FISU) 31 мая 2008 года, состоявшемся в Брюсселе. Помимо Казани на право проведения претендовали испанский Виго и южнокорейский Кванджу. Казань набрала 20 из 27 голосов членов исполнительного комитета. Этому событию предшествовала серьёзная борьба за Универсиаду 2011 года, которую Казань уступила китайскому городу Шэньчжэнь.

## Значение

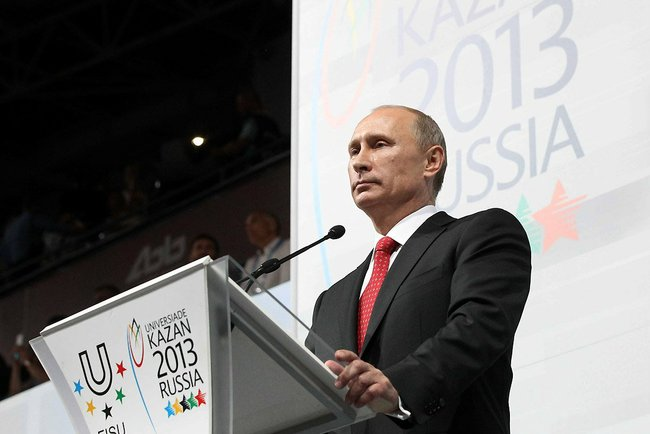
Президент России В. Путин на открытии Универсиады

Всемирная Универсиада на протяжении многих лет является главным студенческим соревнованием. По масштабности и значимости Всемирная летняя Универсиада сравнима с Олимпийскими играми. Около 60 % участников Всемирных Универсиад выступают на Олимпийских играх. Всемирные летние Универсиады собирают до 10 тысяч спортсменов из полутора сотен стран среди которых разыгрывается более трех сотен медалей, а казанская становится рекордной по этим показателям. Первые студенческие игры прошли в Турине в 1959 году.
В России Всемирная летняя Универсиада проводилась до этого один раз, в 1973 году в Москве. Для постсоветской России Универсиада 2013 года является первым комплексным соревнованием такого масштаба, а для Казани — вторым масштабным мероприятием после празднования Тысячелетия города. По словам Владимира Путина, Универсиада в Казани послужит дальнейшей популяризации олимпийских соревнований и станет отличной прелюдией Зимних Олимпийских игр в Сочи.
Спортивные объекты, возводимые в Казани, останутся доступными и более широко востребованными для населения города и республики, в отличие от спортивных объектов Зимней Олимпиады-2014 в Сочи, ряд которых будет перемещён в другие города.
Проведение Универсиады в Казани оценено счётной палатой России примерно в 68 млрд руб.(в том числе сооружение стадиона Казань Арена, на котором проходят церемонии открытия и закрытия Универсиады, обошлось в 12,5 млрд.руб.). Для сравнения, Универсиада, которая прошла в Шэньчжэне в 2011 году, обошлась Китаю в 1 млрд долларов.

## Участники
Из 10500 атлетов, участвующих в Универсиаде, 27 олимпийских чемпионов и 11 олимпийских призёров, из них 19 олимпийских чемпионов выступали за сборную России.

## Объекты

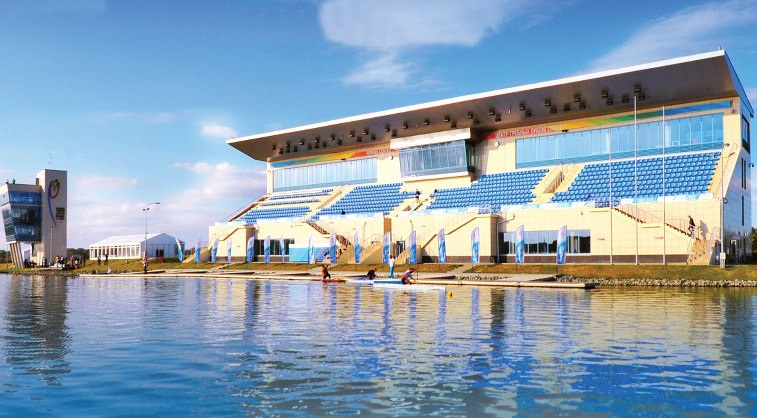
Гребной канал на озере Кабан

Для проведения соревнований задействовано 64 объекта (из которых 33 — для соревнований), в том числе ряд уникальных в России, Европе и мире.
Наиболее крупные объекты, построенные специально к соревнованиям:
- Деревня Универсиады на 14 500 проживающих
- Футбольный стадион «Казань Арена» на 45 000 мест
- Дворец водных видов спорта
- Академия тенниса
- Дворец единоборств «Ак Барс»
- Центр волейбола «Санкт-Петербург»
- Центр бокса и настольного тенниса
- Центр гимнастики
- Гребной канал на озере Средний Кабан

## Деревня Универсиады

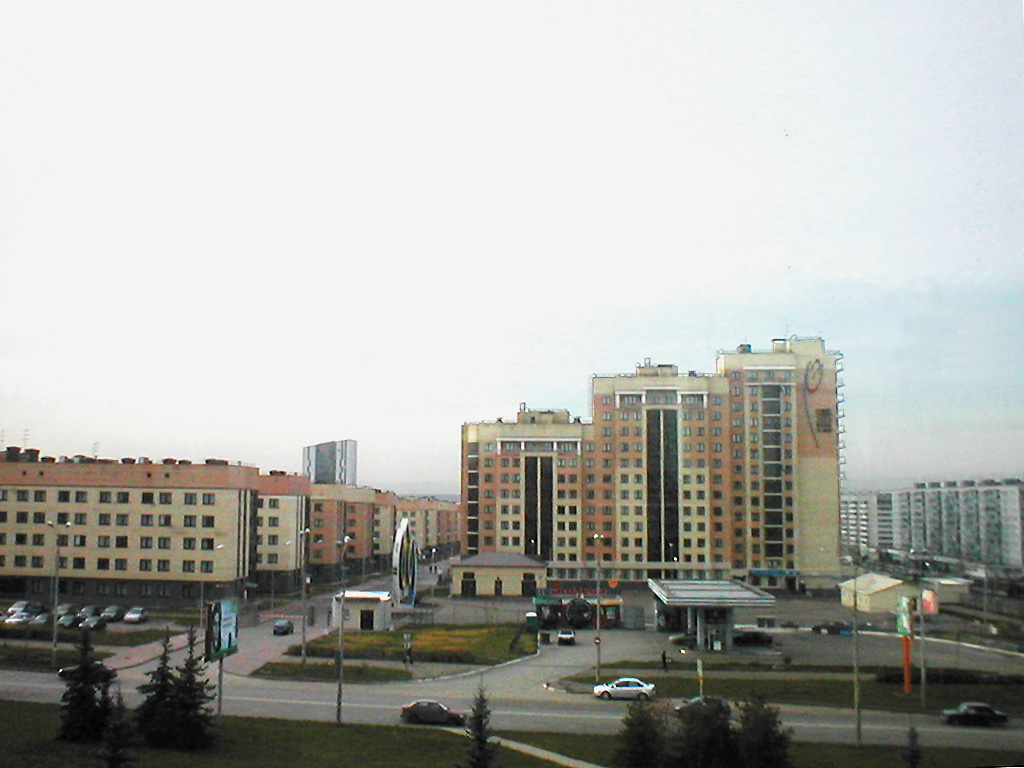
Деревня Универсиады

Деревня Универсиады — построенный в южной части города жилой микрорайон для проживания участников и официальных лиц во время проведения Универсиады, который до и после неё используется как кампус Казанского федерального университета. В Деревне располагаются Международный административно-информационный центр, а также первый в мире Музей Универсиады. С момента открытия в 2010 году Деревня обеспечила проведение около 400 различных спортивных и культурных мероприятий, в том числе студенческие и прочие международные чемпионаты по футболу, волейболу, шахматам и другие. Деревня содержит всю необходимую инфраструктуру, а также имеет благоустроенную ограждённую территорию и пропускной режим. На время Универсиады в Деревне устроен самый большой временный павильон, когда-либо созданный в России, площадью 12 тысяч м² для ресторана с несколькими кухнями (в том числе халяль).
29 июня 2013 года состоялось торжественное открытие Деревни Универсиады, в котором приняли участие президент Татарстана Рустам Минниханов, мэр Казани Ильсур Метшин, министр спорта Российской Федерации Виталий Мутко и президент Российского студенческого союза Олег Матицын. Стоимость строительства составила 14,4 млрд рублей.

## Транспортная инфраструктура

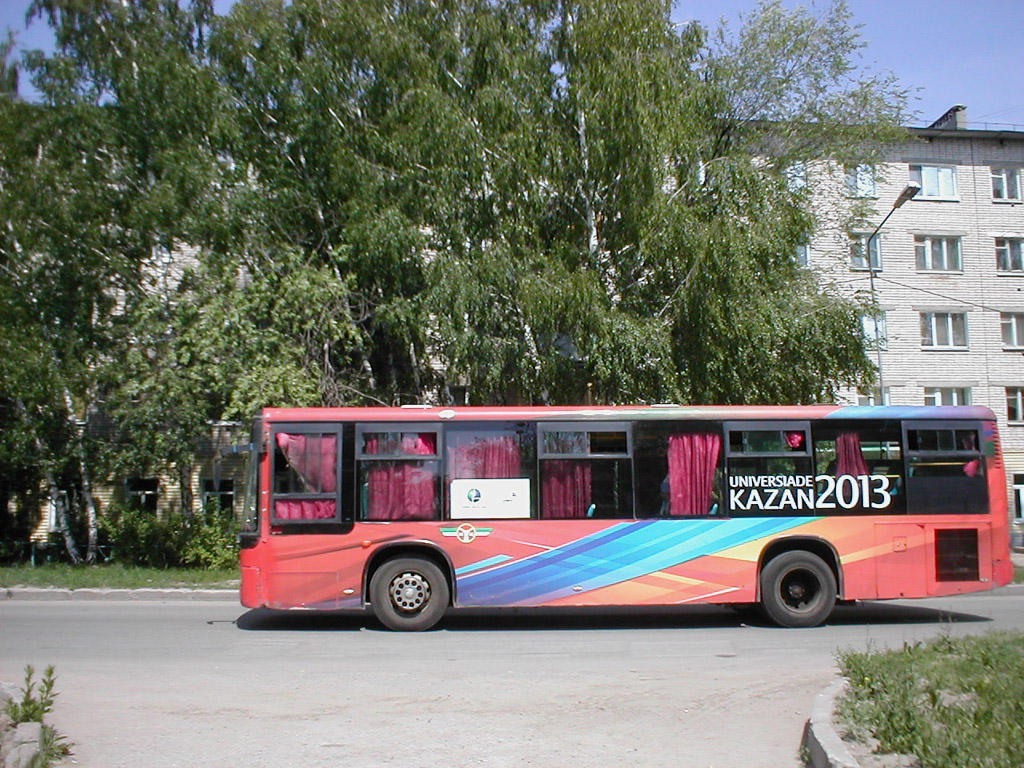
Городской автобус с символикой Универсиады

Граффити с символикой Универсиады

В концепцию транспортного обеспечения Универсиады входят вновь сооружаемые и реконструируемые объекты инфраструктуры:
- новый терминал 1А и реконструированный терминал 1 международного аэропорта «Казань»
- новый транзитно-пересадочный железнодорожно-автобусный вокзал «Казань-2»
- реконструированный главный железнодорожный вокзал «Казань-1»
- вторая очередь Казанского метрополитена
- линия Казанского скоростного трамвая
- линия аэроэкспресса к международному аэропорту «Казань»
- 11 транспортных развязок
- 41 пешеходный переход
- 23 автомобильные дороги длиной 65 км
- 63 городские улицы

Большой вклад в проектирование инфраструктуры внесли ОАО «Институт „Татдорпроект“» (автомобильные дороги, пешеходные переходы, транспортные развязки), АО «Росжелдорпроект» (организация интермодальных перевозок), ООО «Энергопроект» (реконструкция Международного аэропорта «Казань») и др.
В дни Универсиады проезд на городском транспорте был бесплатный при предъявлении билетов на соревнования. На церемонии открытия и закрытия к стадиону «Kazan-arena» был организован проезд автобусами-шаттлами от метро и некоторых удалённых точек города. По Деревне Универсиады было организовано движение микроавтобусов-электрокаров. Участников и сопровождающих обслуживает специальный парк автобусов, микроавтобусов и легковых автомобилей.
В преддверии Универсиады по историческому центру города были запущены двухэтажные экскурсионные автобусы имеющейся в 101 городах мира всемирной сети City Sightseeing и первая очередь имеющейся в 67 городах мира и первой в России автоматизированной системы проката велосипедов Cyclocity-Veli’K.
Большой проблемой транспортной инфраструктуры явились общественные туалеты на Казанском автовокзале. Низкое внимание администрации к чистоте и своевременному обслуживанию послужили причиной расстройства и разочарования большого количества приезжих в Универсиаде

## Символы Универсиады
- Талисманом Универсиады в Казани выбран котёнок крылатого белого барса, названный Юни. «Ак Барс» — национальный и исторический символ Татарстана, изображённый на государственном гербе республики. Барс был символом булгарских царей, особенно был почитаем в племени барсилов[19], составлявшего одну из основных групп населения Волжской Булгарии.
- Логотип казанской Универсиады — исполненные в олимпийских цветах пяти континентов стилизованный тюльпан со звёздами и соответствующий текст латинскими буквами.
- Слоган казанской Универсиады — «You are the World». Так как базовая эмблема Универсиады представляет собой латинскую букву U, то используется следующий вариант написания: «U are the World». Он позволяет трактовать слоган в двух значениях: «Ты — это мир» и «Универсиада — это целый мир».

За год до начала Универсиады начался отсчет дней на часах на специальной двойной стеле, установленной в Казани на пешеходной улице Баумана у центральной площади Тукая.
В 2012 году по городу была установлена сеть павильонов ХороShow по продаже официальной сувенирной и прочей продукции с символикой Универсиады, и открыт официальный интернет-магазин Всемирных игр Универсиада 2013: https://web.archive.org/web/20181020035016/http://kazan2013.podarki116.ru/, продающей с доставкой по всей России.

## Партнёры Универсиады 2013
Генеральные партнёры: Мегафон, АкБарс Банк, Hyundai
Официальные партнёры: Coca-Cola, McDonalds, Согаз, Аэрофлот, Tissot
Партнёры: PWC, English First, Panasonic
Официальные поставщики: Ecolab, Danone, Лаборатория Касперского, Forward, Планета Фитнес, Спортмастер, РОСТЭК-ТрансЛогистика, Technogym, MadWave, Wilson, Mikasa, Орими Трейд, Альянс-Флористика, ФГУП «Главный центр специальной связи», КБ Навис.

## Медали

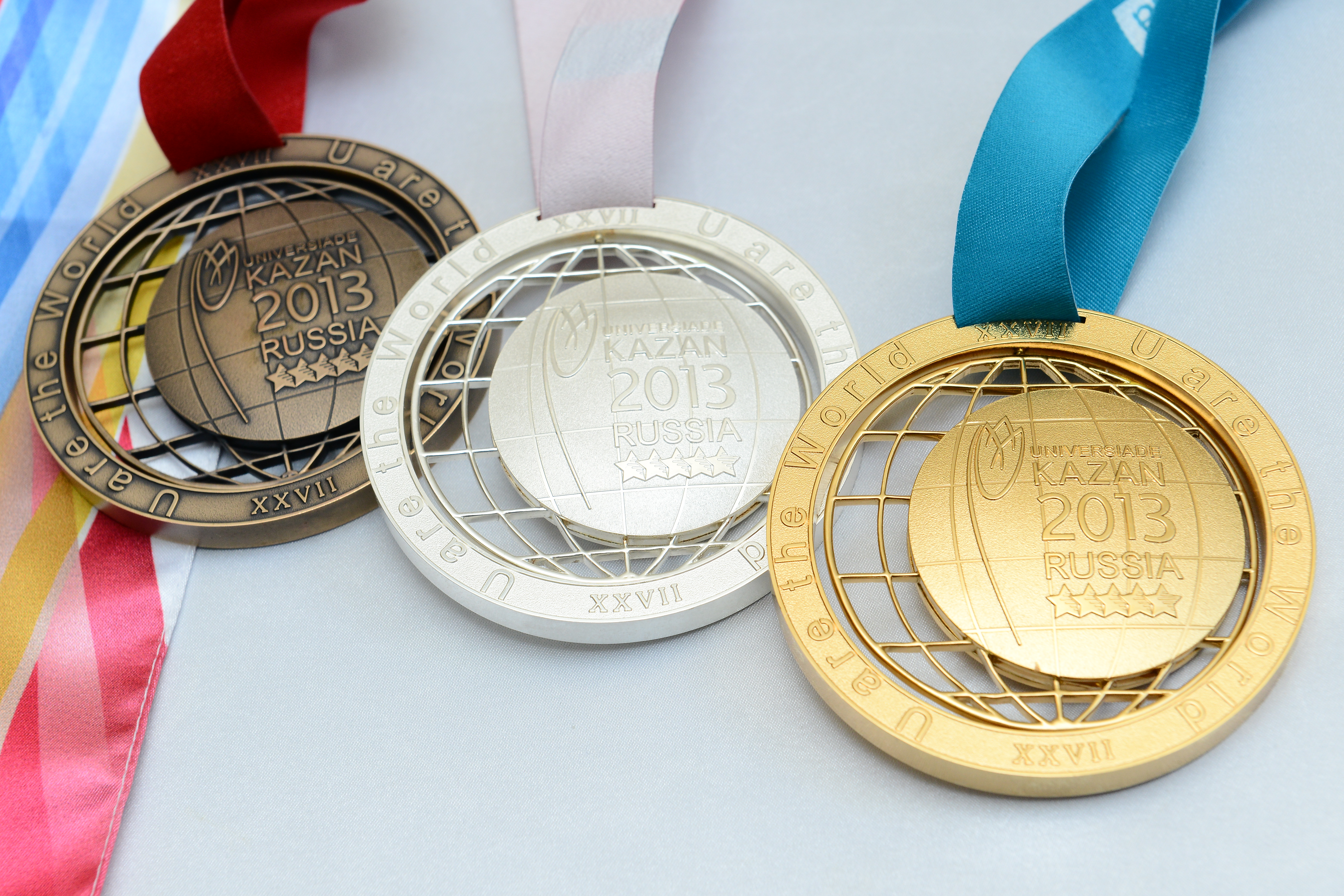
Медали Универсиады 2013

За две недели соревнований разыгрывается 351 комплект медалей. Изготовлено 3014 медалей.
Медали толщиной 9 мм и диаметром 90 мм в полтора раза крупнее наград предыдущих Универсиад. Уникальные конструкция и дизайн медалей исполнен так, что внутренняя центральная часть в виде диска со стилизованным земным шаром с логотипом Универсиады с одной стороны и символами Универсиады и текстом с другой стороны вращается в решётке в виде пересечения параллелей и меридианов во внешней части-обода со слоганом Универсиады.
Медали отлиты из медно-никелевого сплава, покрытого, в зависимости от достоинства, 6 граммами золота, серебра или бронзы. Медали изготовлялись методами литья, чеканки и поэтапной ручной сборки с полировкой в течение полугода Санкт-Петербургским монетным двором «Гознака».
Произошло несколько эксцессов с медалями у спортсменов, выигравших Универсиаду. Два участника соревнований в Казани нечаянно уронили награды, и те раскололись на две части. Сломалась золотая медаль в том числе и у российского борца на поясах Азамата Лайпанова, и бронзовая — у китайского прыгуна в воду Тянь Цина. По этому поводу последовал комментарий от специалистов «Гознака», в котором они заверили, что произошло лишь разъединение подвижных частей медали, что было исправлено.

## Эстафета флага FISU
23 августа 2011 года на торжественной церемонии закрытия XXVI Всемирной летней Универсиады 2011 в китайском городе Шэньчжэнь состоялась торжественная передача флага Международной федерации студенческого спорта (FISU) Российской Федерации. Мэр Шэньчжэня Сюй Цинь передал флаг президенту FISU, тот — мэру Казани Ильсуру Метшину, а затем флаг перешёл в руки Игоря Шувалова, который передал его Олегу Матыцину.
Главная цель Эстафеты флага FISU — презентация XXVII Всемирной летней Универсиады 2013 года в Казани как проекта, играющего ключевую роль в развитии студенческого спорта в стране, а также вовлечение в подготовку к Универсиаде 2013 как можно большего количества молодежи из регионов России.
Эстафета флага FISU прошла в 16 крупнейших студенческих городах России. Протяжённость маршрута составила более 6 000 км.

## Эстафета огня Универсиады
Факел Огня Универсиады представлен в виде стилизованного тюльпана, который составляет суть современного татарского орнамента и содержит в себе латинскую букву «U». Колба для транспортировки Огня представляет собой лампаду, выполненную в форме старинной лампы с символикой Универсиады. В её дизайне использованы татарские национальные мотивы. Разработкой дизайна факела занималось брендинговое агентство Depot WPF.
Эстафета Огня Универсиады 2013 стала самой масштабной за всю историю FISU. Она началась 20 мая 2012 года в Париже и завершится 6 июля 2013 года на церемонии открытия в Казани зажжением Чаши Огня. 2013 факелоносцев за 365 дней побывали в 54 городах мира, посетили 50 крупнейших студенческих центров и преодолеют более 150000 километров. По маршруту следования Огня в каждом городе проводился Этап эстафеты, кульминацией которого является зажжение городской Чаши огня.
Эстафета проходит в два этапа. На первом из них, который прошёл в июле — ноябре 2012 года, Огонь Универсиады посетил пять континентов Земли и побывал во французском Бресте, швейцарской Лозанне, Владивостоке, австралийском Сиднее, Сингапуре, Каире и Сан-Франциско. В каждом пункте маршрута прибытию Огня Универсиады сопутствовали крупные международные события, а также студенческие праздники.
Второй этап Эстафеты прошёл в 2013 году по России и проследовал по 27 крупнейшим студенческим центрам страны в следующем порядке: Владивосток, Хабаровск, Иркутск, Красноярск, Новосибирск, Тюмень, Екатеринбург, Ижевск, Пермь, Уфа, Оренбург, Самара, Ульяновск, Саратов, Пенза, Саранск, Нижний Новгород, Чебоксары, Йошкар-Ола, Киров, Ростов-на-Дону, Ставрополь, Пятигорск, Сочи, Архангельск, Санкт-Петербург, Москва и Казань. В День студента, 25 января 2013 года, во Владивосток был доставлен огонь летней Универсиады. Рядом с новым корпусом Дальневосточного федерального университета (ДВФУ) на острове Русском был дан старт эстафете огня Универсиады. В ней приняли участие 60 факелоносцев. Послы Универсиады, спортсмены и волонтеры Приморского края пронесли символ Всемирных студенческих игр по улицам города. Протяженность эстафеты во Владивостоке составила 15,5 км. Маршрут в том числе проходил по новому мосту, соединяющему остров Русский с материком. Эстафету открыл заслуженный мастер спорта России, капитан казанской хоккейной команды «Ак Барс» Алексей Морозов. За ходом эстафеты наблюдали участники телемоста из Казани. Со строительной площадки казанского футбольного стадиона на 45 тысяч мест на связь с Владивостоком вышли студенты Казани.
Первый зампред правительства РФ Игорь Шувалов поздравил участников церемонии с началом эстафеты и объяснил, что через 161 день огонь Универсиады прибудет в Казань. Всего в Эстафете приняли участие 2013 факелоносцев, в течение года до открытия Универсиады в Казани Огонь преодолел свыше 150 000 километров. Позднее в маршрут российского этапа Эстафеты было включено ещё три города. Затем Огонь отправился в путешествие по муниципальным районам Татарстана.
5 июля Огонь завершил годовой путь успешно (на всём пути факел не гас ни разу), прибыл в Казань и был помещён в Музей Универсиады в Деревне Универсиады. 6 июля мэр Казани И. Метшин дал старт последнему этапу эстафеты, в котором принимают участие в том числе он сам и президент Татарстана Р. Минниханов, — по городским улицам до стадиона «Казань-арена» для зажжения Чаши Огня на церемонии открытия.

## Церемонии открытия и закрытия

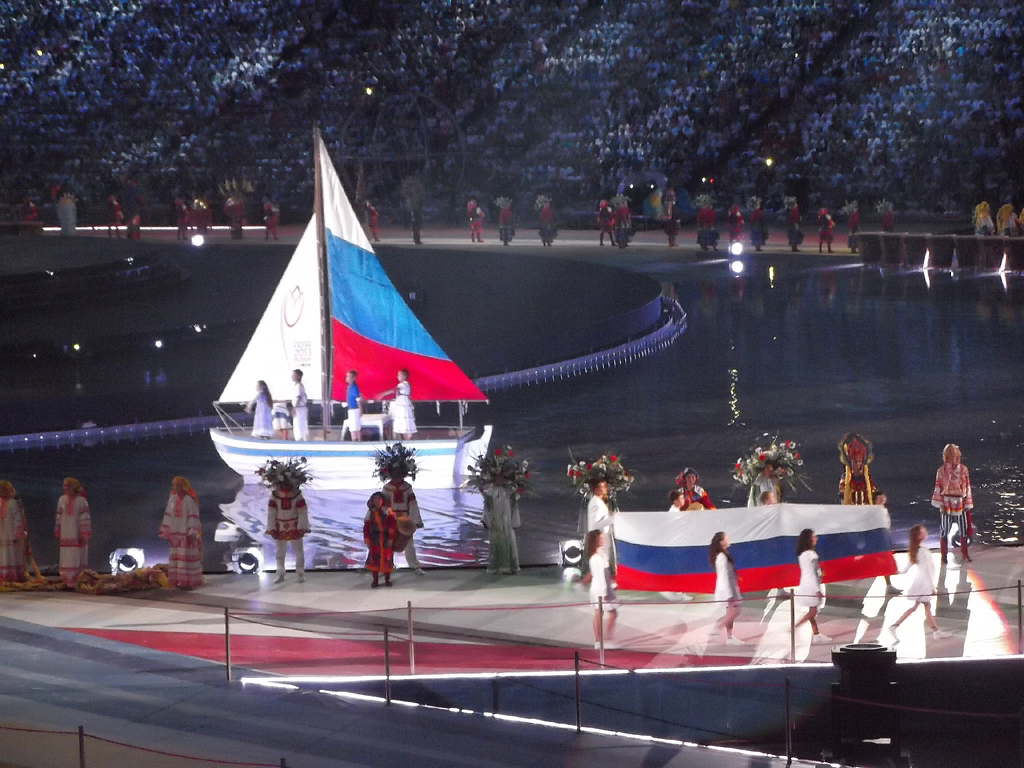
Дети выносят флаг Российской Федерации во время церемонии открытия

Церемония открытия XXVII летней Универсиады состоялась 6 июля 2013 года на новом, специально построенном для проведения соревнований стадионе «Казань-арена» в присутствии более 45 тысяч зрителей, команд-участников, президента России Владимир Путина, президента FISU Клода-Луи Галльена, руководства Татарстана и Казани. В масштабной и зрелищной церемонии и шоу «Отражение» выступали 70 местных творческих ансамблей, 1,5 тысячи человек участников, а всего было задействовано 4 тысячи человек, а также 1,7 тысячи волонтеров. В монтаже конструкции было задействовано более 400 человек. Репетиции шли 90 дней. Были изготовлены более 30 крупных и более 200 мелких декораций, более 2300 сшитых вручную костюмов и более 300 комплектов реквизита. Сцена была выполнена в виде круга с вращающимися ярусами и была окружена фонтанами и водным пространством, в воде которого проплывали лодки-декорации и выступали часть артистов. В центре сцены была устроена огромная подъёмная трансформируемая конструкция общим весом 467 тонн, ярусы-части с видеоэкранами которой формировали прямую и перевёрнутую пирамиду и чашу. На куполе выше уровня крыши стадиона была водружена 6-тонная чаша для Огня Универсиады, которая зажглась, когда к основаниям опор конструкции были поднесены 4 факела прибывшего Огня. В шоу широко использовались световые, огневые и прочие спецэффекты, живой звук оркестра и исполнителей, воздушно-гимнастические и технические подвесные декорации. Из стадиона высоко в небо светили подвижные лучи мощных прожекторов, по ходу шоу устраивались фейерверки и салюты, а в конце церемонии был проведен большой салют над стадионом. Шоу состояло из трёх частей — театрализованно-тематических постановок о народах и истории России, Татарстана и Казани; официальной части с парадом команд, выступлениями официальных лиц, церемонией подъёма флагов России и Универсиады и церемонией зажжения Огня; концертной части с выступлением звёзд и коллективов песни, танца, театра, цирка. Зрители смотрели на видеоэкранах тематические научные и исторические видеопрезентации в стерео-3D. Для интерактивного участия в шоу помимо трибунных волн всем зрителям был выдан памятный сувенирный набор в рюкзаке с декоративной теннисной ракеткой, двумя фонариками, светящимся фонарём-шаром, колокольчиком, стереоочками и брошюрой. Церемония не транслировалась в прямом эфире на медиафасаде стадиона, а транслировалась на экране в Культурном Парке Универсиады и телеканалами «Россия 1» и «Россия-HD».

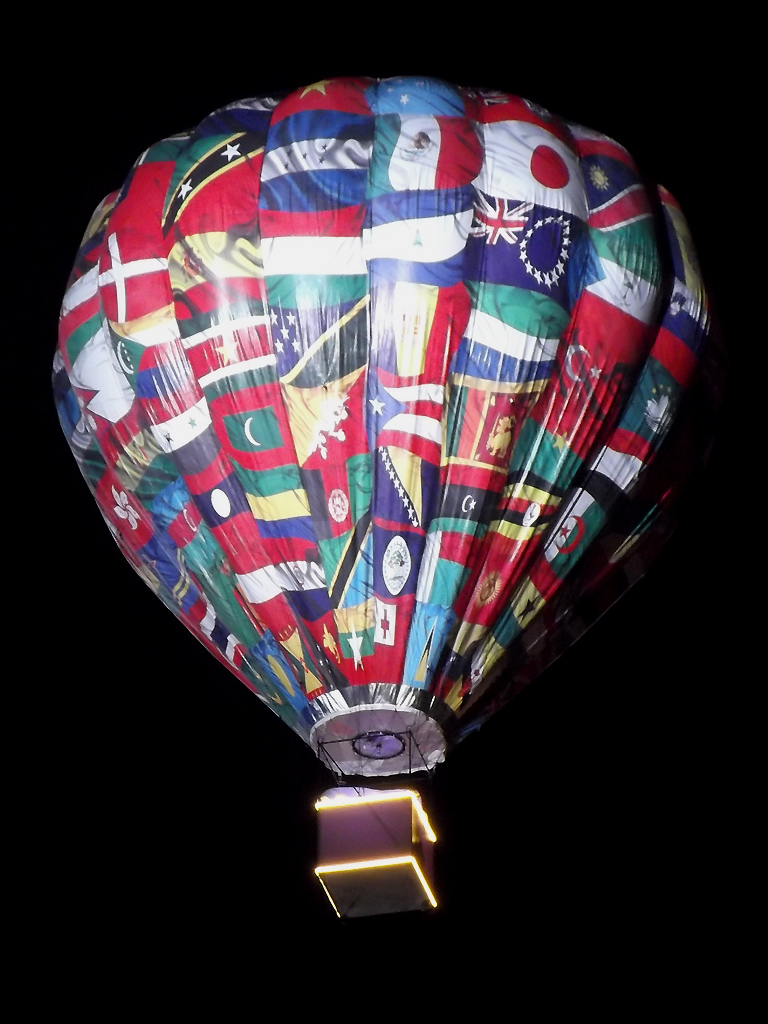
Шар желаний на закрытии

Церемония закрытия прошла на «Казань-арене» 17 июля в присутствии более 45 тысяч зрителей, нескольких тысяч волонтёров, команд-участников премьер-министра России Дмитрия Медведева и также президента FISU Клода-Луи Галльена и руководства Татарстана и Казани. С использованием той же сцены и подъёмной трансформируемой конструкции, а бывшее ранее водным пространством окружёние сцены было заполнено волонтёрами, которые прошли парадом в начале церемонии. Были проведены парад флагов стран-участников и общий парад спортсменов. Состоялись выступления официальных лиц, церемония спуска и передачи южно-корейским организаторам следующей XXVIII Универсиады 2015 в Кванджу флага Универсиады, церемония гашения Огня. В шоу широко использовались стробоскопические и прожекторные световые и прочие спецэффекты, также живой звук оркестра и исполнителей, воздушно-гимнастические и технические подвесные декорации. Из стадиона также высоко в небо светили подвижные лучи мощных прожекторов, по ходу шоу устраивались фейерверки и салюты, а в конце церемонии был проведен большой салют над стадионом. Шоу преимущественно было концертным — с выступлением российских звёзд эстрады, а также исполнителей и коллективов песни и танца из Южной Кореи. Зрители смотрели на видеоэкранах эпизоды игр и мероприятий Универсиады, тематические спортивные и социальные видеоролики. Для интерактивного участия в шоу всем зрителям был выдан памятный сувенирный набор в рюкзаке с квадратной университетско-выпускной шапкой бакалавра, двумя фонариками, открыткой для написаний пожеланий, маркера и бумагой для пускания самолётика, что было массово проведено зрителями, как и массовые трибунные волны, режиссируемые движения руками под песню и поцелуи влюблённых. Собранные по ходу шоу открытки с пожеланиями и мечтами были помещены в корзину огромного воздушного шара с флагами стран-участников, который был выпущен в небо из огромного декоративного дерева на поле. Церемония также не транслировалась в прямом эфире на медиафасаде стадиона, а транслировалась на экране в Культурном Парке Универсиады и телеканалом «Россия 1».

## Виды спорта

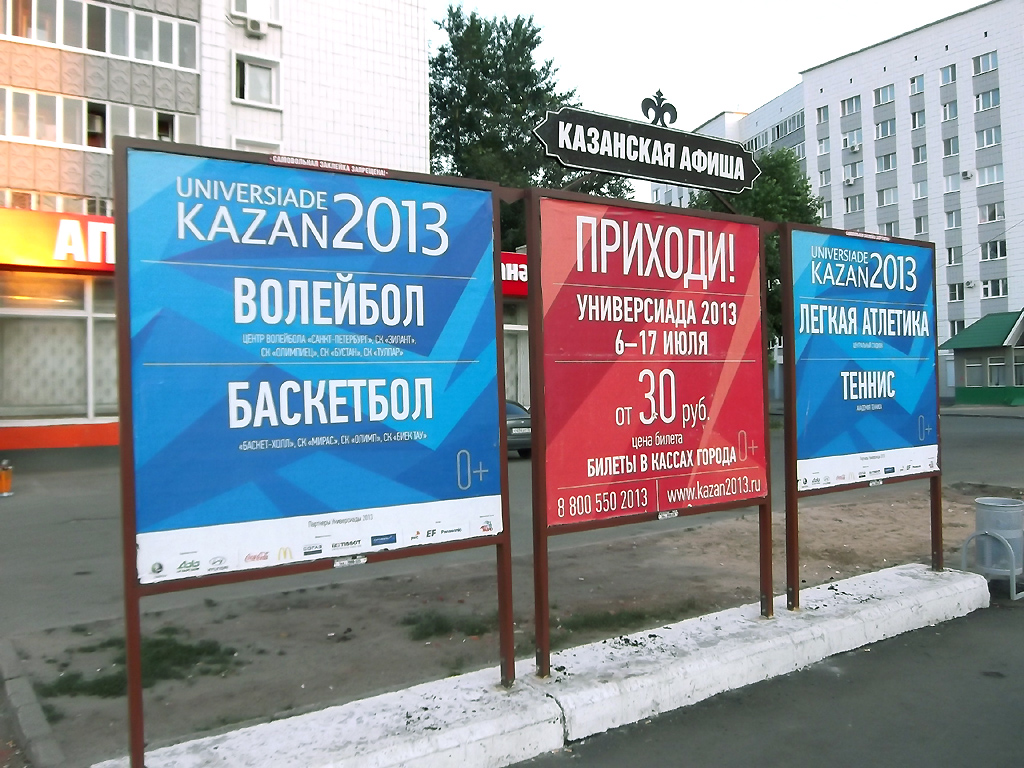
Виды соревнований Универсиады на уличном стенде-афише

В программу были включены 27 видов спорта, из которых 13 обязательных и 14 дополнительных, в том числе 5 — впервые.
Необязательными видами спорта были выбраны: академическая гребля, бадминтон, бокс, борьба на поясах, гребля на байдарках и каноэ, пляжный волейбол, регби-7, самбо, синхронное плавание, борьба, спортивная стрельба, тяжелая атлетика, хоккей на траве и шахматы. Из выбранных необязательных видов спорта впервые участвуют в программе борьба на поясах, бокс, самбо, синхронное плавание и регби-7.
Соревнования судили 2297 судей (в том числе 824 — судьи международной категории), 1472 из числа которых — из России.
| - Академическая гребля (подробнее) - Бадминтон (подробнее) - Баскетбол (подробнее) - Бокс (подробнее) - Куреш (подробнее) - Водные виды спорта - Плавание (подробнее) - Прыжки в воду (подробнее) - Синхронное плавание (подробнее) - Водное поло (подробнее) | - Волейбол (подробнее) - Гимнастика - Спортивная гимнастика (подробнее) - Художественная гимнастика (подробнее) - Гребля на байдарках и каноэ (подробнее) - Дзюдо (подробнее) - Лёгкая атлетика (подробнее) | - Настольный теннис (подробнее) - Пляжный волейбол (подробнее) - Регби-7 (подробнее) - Самбо (подробнее) - Спортивная борьба (подробнее) - Спортивная стрельба (подробнее) | - Теннис (подробнее) - Тяжёлая атлетика (подробнее) - Фехтование (подробнее) - Футбол (подробнее) - Хоккей на траве (подробнее) - Шахматы (подробнее) |

До начала Универсиады 2013 в Казани проведены международные соревнования по всем 27 видам спорта.

## Календарь и медали соревнований

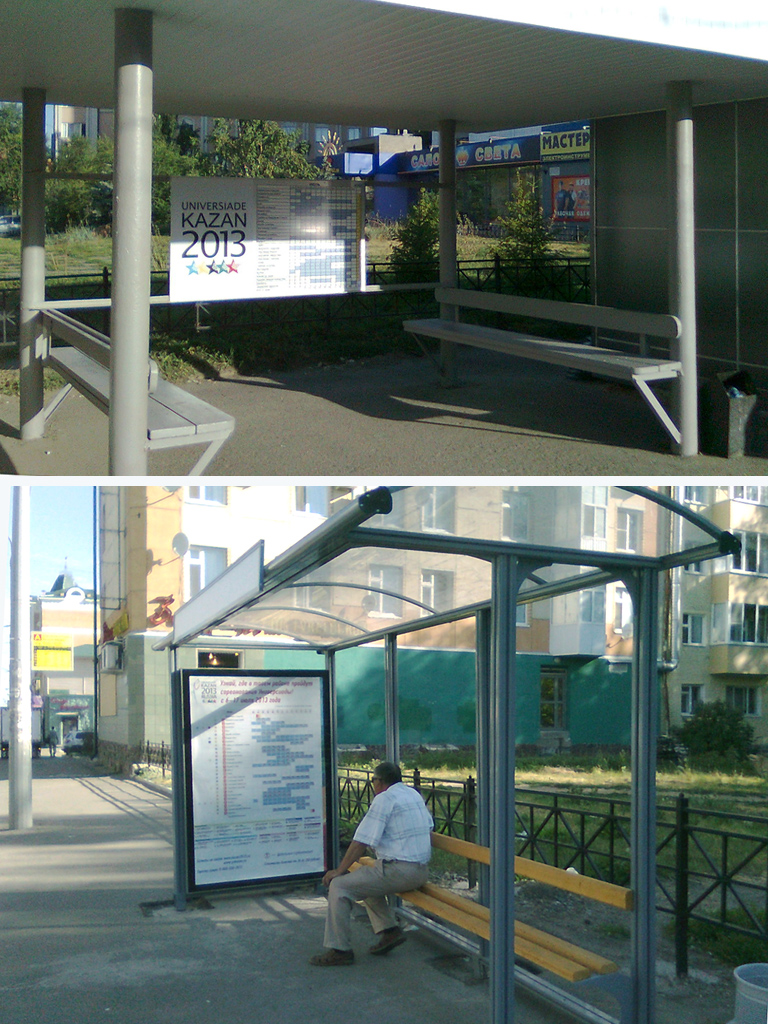
Расписание соревнований Универсиады на остановках

Расписание соревнований выглядит таким образом:
| ЦО | Церемония открытия | ● | Квалификационные соревнования | 1 | Финалы соревнований (кол-во медалей) | ЦЗ | Церемония закрытия |

| Вид спорта                  | День июля | День июля | День июля | День июля | День июля | День июля | День июля | День июля | День июля | День июля | День июля | День июля | День июля | Всего медалей |
| Вид спорта                  | 5         | 6         | 7         | 8         | 9         | 10        | 11        | 12        | 13        | 14        | 15        | 16        | 17        | Всего медалей |
| --------------------------- | --------- | --------- | --------- | --------- | --------- | --------- | --------- | --------- | --------- | --------- | --------- | --------- | --------- | ------------- |
| Церемонии                   |           | ЦО        |           |           |           |           |           |           |           |           |           |           | ЦЗ        |               |
| Академическая гребля        |           | ●         | 5         | 8         |           |           |           |           |           |           |           |           |           | 13            |
| Бадминтон                   | ●         | ●         | 1         |           | ●         | ●         | 5         |           |           |           |           |           |           | 6             |
| Баскетбол                   |           |           | ●         | ●         | ●         | ●         | ●         | ●         | ●         | ●         | 1         | 1         |           | 2             |
| Бокс                        | ●         | ●         | ●         | ●         | ●         | 10        |           |           |           |           |           |           |           | 10            |
| Борьба на поясах            |           | ●         | 7         | 5         | 7         |           |           |           |           |           |           |           |           | 19            |
| Водное поло                 | ●         | ●         | ●         | ●         | ●         | ●         | ●         | ●         | ●         | ●         | ●         | 1         | 1         | 2             |
| Волейбол                    |           | ●         | ●         | ●         | ●         | ●         | ●         | ●         | ●         | ●         | 1         | 1         |           | 2             |
| Гребля на байдарках и каноэ |           |           |           |           |           |           |           |           | ●         | 6         | 18        |           |           | 24            |
| Дзюдо                       |           |           | 4         | 4         | 4         | 4         | 2         |           |           |           |           |           |           | 18            |
| Лёгкая атлетика             |           |           | 2         | 6         | 11        | 10        | 7         | 14        |           |           |           |           |           | 50            |
| Настольный теннис           |           |           |           | ●         | ●         | ●         | ●         | 2         | 2         | 1         | 2         |           |           | 7             |
| Плавание                    |           |           |           |           |           | 4         | 5         | 5         | 7         | 4         | 7         | 8         | 2         | 42            |
| Пляжный волейбол            |           |           |           | ●         | ●         | ●         | ●         | 1         | 1         |           |           |           |           | 2             |
| Прыжки в воду               | ●         | ●         | 2         | 2         | ●         | 2         | 2         | 4         |           |           |           |           |           | 12            |
| Регби-7                     |           |           |           |           |           |           |           |           |           | ●         | ●         | ●         | 2         | 2             |
| Самбо                       |           |           |           |           |           |           |           |           |           | 6         | 6         | 6         |           | 18            |
| Синхронное плавание         | ●         | ●         | ●         | 2         | 2         |           |           |           |           |           |           |           |           | 4             |
| Борьба                      |           |           |           |           |           | ●         | 2         | 3         | 4         | 3         | 4         | 3         |           | 21            |
| Спортивная гимнастика       |           |           | 1         | 1         | 2         | 10        |           |           |           |           |           |           |           | 14            |
| Стрельба                    |           |           |           |           |           |           |           | 6         | 4         | 4         | 8         | 8         | 4         | 34            |
| Теннис                      |           |           |           | ●         | ●         | ●         | ●         | ●         | ●         | ●         | 2         | 5         |           | 7             |
| Тяжёлая атлетика            |           |           | 3         | 2         | 2         | 2         | 3         | 3         |           |           |           |           |           | 15            |
| Фехтование                  |           |           | 2         | 2         | 2         | 2         | 2         | 2         |           |           |           |           |           | 12            |
| Футбол                      | ●         |           | ●         | ●         | ●         | ●         | ●         | ●         | ●         | ●         | 1         | 1         |           | 2             |
| Хоккей на траве             |           |           | ●         | ●         | ●         | ●         | ●         | ●         | ●         | 1         | 1         |           |           | 2             |
| Художественная гимнастика   |           |           |           |           |           |           |           |           |           | ●         | 2         | 6         |           | 8             |
| Шахматы                     |           |           |           |           | ●         | ●         | ●         | ●         |           | ●         | 3         |           |           | 3             |
| Комплекты медалей           | —         | —         | 27        | 32        | 30        | 44        | 30        | 40        | 18        | 25        | 56        | 40        | 9         | 351           |
| Даты                        | 5         | 6         | 7         | 8         | 9         | 10        | 11        | 12        | 13        | 14        | 15        | 16        | 17        | Всего медалей |
| Даты                        | День июля |           |           |           |           |           |           |           |           |           |           |           |           | Всего медалей |

## Участники
В соревнованиях на летней Универсиаде 2013 года приняли участие 11759 спортсменов из 160 стран. Российская команда является крупнейшей и состоит из 663 спортсменов (в том числе 51 от Татарстана, или каждый тринадцатый спортсмен) из 192-х вузов 72-х регионов и 300 функционеров. В составе российской сборной — 17 олимпийских чемпионов и 105 заслуженных мастеров спорта. Главными конкурентами российской команды назывались сборные Японии, Китая, США, Южной Кореи и Украины.
| - Австралия (177) - Австрия (36) - Азербайджан (81) - Албания (2) - Алжир (32) - Американские Виргинские острова (8) - Американское Самоа (2) - Ангилья (3) - Ангола (4) - Андорра (1) - Аргентина (24) - Армения (57) - Аруба (2) - Багамские Острова (5) - Бангладеш (2) - Барбадос (2) - Белоруссия (172) - Бельгия (57) - Бенин (2) - Бермудские Острова (4) - Болгария (25) - Боливия (2) - Босния и Герцеговина (2) - Ботсвана (37) - Бразилия (255) - Буркина-Фасо (2) - Бурунди (2) - Великобритания (135) - Венесуэла (7) - Венгрия (149) - Вьетнам (22) - Гаити (2) - Гана (20) | - Гватемала (8) - Гвинея (2) - Гвинея-Бисау (2) - Германия (274) - Гондурас (1) - Гонконг (63) - Греция (12) - Грузия (77) - Дания (15) - Демократическая Республика Конго (20) - Джибути (3) - Доминиканская Республика (6) - Египет (50) - Замбия (15) - Зимбабве (16) - Израиль (46) - Индия (44) - Индонезия (33) - Иордания (2) - Иран (47) - Ирландия (63) - Исландия (1) - Испания (46) - Италия (266) - Казахстан (204) - Камерун (2) - Канада (363) - Катар (22) - Кения (9) - Кипр (9) - Китай (308) - КНДР (31) | - Колумбия (35) - Коморские острова (3) - Республика Конго (8) - Коста-Рика (6) - Кот-д’Ивуар (2) - Куба (7) - Кыргызстан (104) - Кюрасао (4) - Латвия (148) - Ливан (21) - Литва (119) - Лихтенштейн (3) - Люксембург (6) - Мадагаскар (5) - Макао (51) - Македония (5) - Малави (2) - Малайзия (121) - Мали (19) - Мальдивы (1) - Мальта (7) - Мексика (184) - Мозамбик (2) - Молдавия (59) - Монако (2) - Монголия (158) - Намибия (29) - Непал (10) - Нигер (5) - Нигерия (12) - Нидерланды (19) - Никарагуа (2) - Новая Зеландия (42) | - Норвегия (92) - ОАЭ (46) - Оман (46) - Пакистан (27) - Палестина (2) - Панама (2) - Парагвай (5) - Перу (22) - Польша (344) - Португалия (44) - Пуэрто-Рико (2) - Россия (663) - Руанда (3) - Румыния (106) - Сальвадор (5) - Самоа (1) - Сан-Марино (1) - Свазиленд (3) - Северные Марианские острова (2) - Сейшелы (2) - Сенегал (9) - Сербия (89) - Сингапур (43) - Сирия (2) - Словакия (78) - Словения (32) - Сомали (2) - Суринам (4) - США (424) - Сьерра-Леоне (26) - Таджикистан (93) - Таиланд (82) - Китайский Тайбэй (139) - Танзания (2) | - Того (2) - Тринидад и Тобаго (2) - Туркменистан (83) - Турция (53) - Уганда (31) - Узбекистан (98) - Украина (467) - Уругвай (23) - Федеративные Штаты Микронезии (2) - Фиджи (2) - Филиппины (41) - Финляндия (98) - Франция (291) - Хорватия (13) - Центральноафриканская Республика (2) - Чад (2) - Черногория (32) - Чили (61) - Чехия (227) - Швейцария (79) - Швеция (71) - Шри-Ланка (50) - Эквадор (2) - Эстония (143) - Эфиопия (3) - ЮАР (146) - Южная Корея (239) - Ямайка (15) - Япония (415) |

## Послы, лица и волонтёры

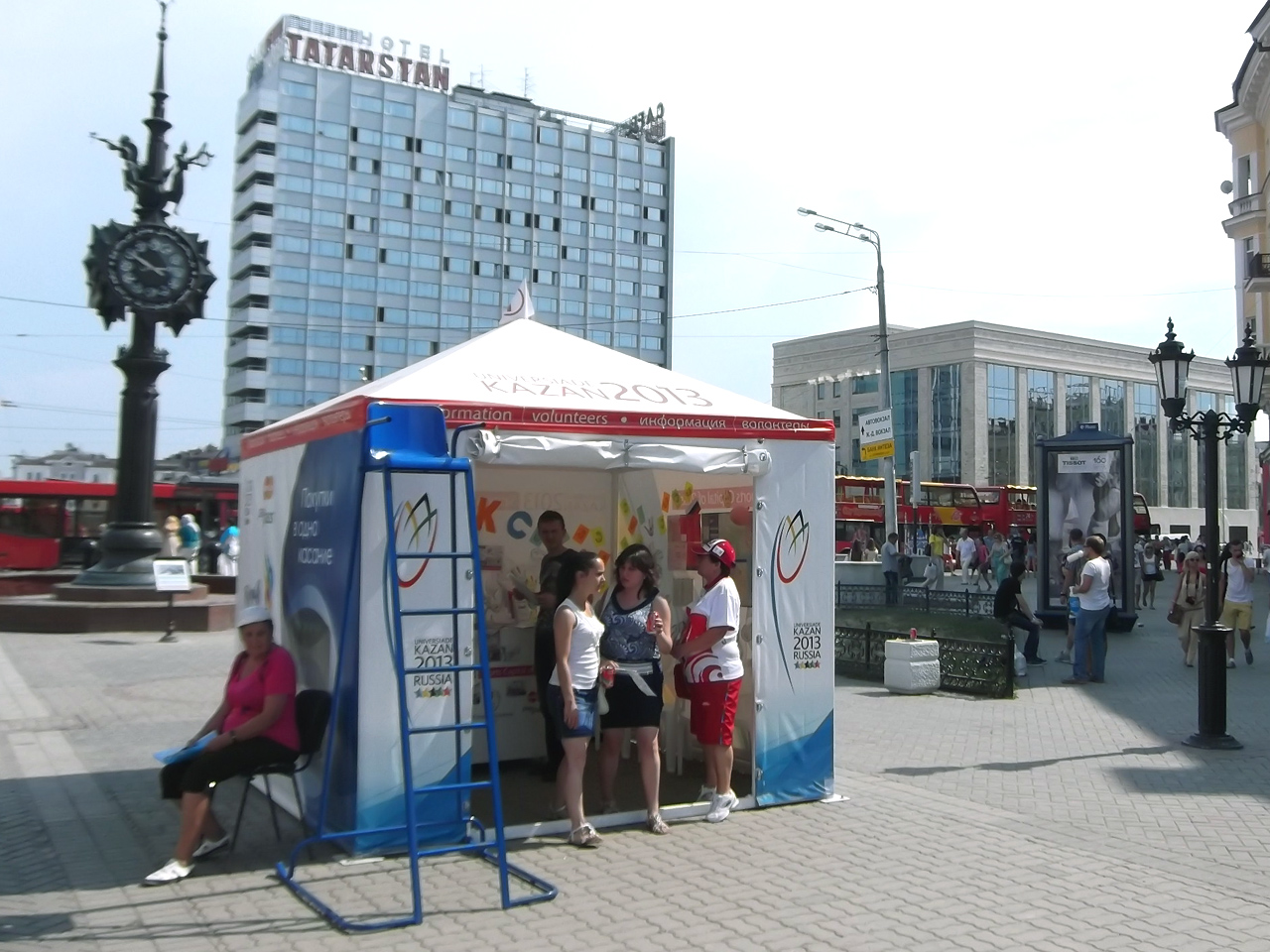
Информационный пункт с волонтёрами

Послами Универсиады-2013 являются самые известные и талантливые спортсмены, в том числе победители и призёры Универсиады 2011 года, актёры, певцы и общественные деятели. 29 августа 2011 года в Казани, в Дирекции Универсиады 2013, были назначены первые послы Универсиады 2013. Статусы «Посол 2013» получили двукратный Олимпийский чемпион по прыжкам в воду, лучший прыгун XX столетия Дмитрий Саутин, чемпион Европы-2011, чемпион Универсиады-2011 по тяжелой атлетике Андрей Деманов, Художественный руководитель и главный дирижёр Государственного симфонического оркестра РТ Александр Сладковский и солистка группы «Мураками» Диляра Вагапова.
Для организации наградной группы был проведён всероссийский конкурс «Лица Универсиады» с 350 участниками.
По состоянию на январь 2013 года партнёрами Универсиады-2013 стали 53 вуза, предоставившие волонтёров, которые также были привлечены по конкурсу в Казани, Татарстане и из-за рубежа. Всего было использовано 20 тысяч волонтёров, в том числе около 4 тысяч из 35 регионов России и более тысячи из 25 стран мира. Волонтёры под руководством 150 менеджеров работали по более 40 функциональным направлениям на 349 различных позициях, имели возраст от 15 до 77 лет и рост до 205 см. Волотёры имели логотип — исполненное в олимпийских цветах пяти континентов стилизованное изображение в виде одновременно очень занятого взъерошенного человечка и приветственно раскрытой ладони. Слоганом волонтёров было «Make U real» — «сделай Универсиаду явью». Волонтёры имели бело-красную униформу, обеспечивались бесплатным питанием в Деревне Универсиады, сети Макдональдс и ланчбоксами с саморазогревающимися обедами, пользовались бесплатным проездом в городском транспорте, иногородним волонтёрам было предоставлено бесплатное проживание. Главная база волонтёров была расположена в микрорайоне Юдино. Часть из волонтёров Универсиады участвовали на саммите АТЭС-2012 во Владивостоке и Олимпиаде-2014 в Сочи.

## Организационное и медиа-обеспечение
Для подготовки и проведения Универсиады были учреждены Оргкомитет Универсиады во главе с первым вице-премьером РФ Игорем Шуваловым и Исполнительная Дирекция «Казань-2013» (Дирекция Универсиады) во главе генеральным директором Владимиром Леоновым.
Главный штаб Универсиады и проживание организаторов организовано в новом корпусе международного гостиничного центра «Корстон-Казань».
Основной медиа-пресс-центр c Главным пресс-центром и Международным вещательным центром устроен на стадионе «Ак Барс Арена», административно-медийный центр Международный информационный центр — в Деревня Универсиады.
На Универсиаде аккредитовано 1,2 тысячи журналистов из 170 стран мира, а также столько же технических сотрудников.
Спортивные соревнования Универсиады транслируются в 105 странах мира 3 российскими и 13 зарубежными телеканалами, в том числе 140 часов прямых трансляций — каналом «Евроспорт». Телетрансляции обеспечиваются стационарными средствами на объектах Универсиады и новым комплексом 12 передвижных телевизионных станций. Всё новое телекоммуникационно-интернетное оборудование было доставлено на 50 грузовиках, обошлось в 250 млн долл. и в значительной части будет использовано также на Олимпиаде-2014 в Сочи.
Весной 2013 года начала издаваться бесплатная газета «Вестник Универсиады 2013», которая в июле стала ежедневным официальном печатным изданием Универсиады с 40-тысячным тиражом на английском, русском и татарском языках.
Транспортное обслуживание участников, сопровождающих и части аккредитованных обеспечивается Дирекцией Универсиады с использованием автопарка туристских автобусов, микроавтобусов и легковых автомобилей бело-голубой окраски, которые предоставлены южно-корейской компанией Hyundai и частично будут использоваться также на Олимпиаде-2014 в Сочи. Также используется несколько десятков метановых белых специальных автобусов городского класса НеФАЗ.
Для обеспечения правопорядка было задействовано 24 тысяч сотрудников МВД, в том числе половина из других регионов страны, 400 нарядов и 300 постов ГИБДД. Сотрудники правопорядка усиленно патрулируют объекты Универсиады и прочие в новой комплектах чёрной обычной и летней формы и прочей амуниции. Под усиленный контроль вневедомственной охраной взяты 62 объекта.
Для приезжих участников и зрителей и других ожидавшихся 100 тысяч туристов были заняты все гостиницы города, а также 9 теплоходов в речном порту, пришвартованных как плавучие гостиницы.
Организованный Туристско-информационный центр, помимо расселения, обеспечивает участников, сопровождающих и аккредитованных волонтёрами, бесплатными посещениями мероприятий «Культурной Универсиады» и бесплатными экскурсиями по Казани, в Раифу, Свияжск, Булгар.
Генеральные и прочие спонсоры и партнёры Универсиады — Hyundai, Мегафон, Ак Барс банк, МакДональдс, Кока Кола, Аэрофлот, СОГАЗ, Tissot, Авторадио, Комсомольская правда. Официальным переводчиком Универсиады в Казани является российская компания «ТрансЛинк».

## Подготовка
Подготовка к Универсиаде в Казани шла с весны 2008 года.
В 2009 году оргкомитет 27-й Всемирной летней Универсиады возглавил первый вице-премьер РФ Игорь Шувалов.
В мае 2011 года Игорь Шувалов сообщил об опережении графиков строительства.
В мае 2012 года генеральный директор исполнительной дирекции «Казань-2013» Владимир Леонов отметил, что за трёх-четырёхлетний период Казань проходит развитие, которое большинство городов преодолевает за 20 лет.
В ноябре 2012 года открыт интернет-магазин официальной лицензионной продукции Универсиады 2013.
В декабре 2012 года Игорь Шувалов заявил, что все работы по подготовке к Универсиаде идут в графике.
Пусковая готовность объектов Универсиады-2013 в столице Татарстана составляет 90 %, заявил в середине декабря 2012 года председатель Счетной палаты РФ Сергей Степашин. Большая часть бюджетных средств, выделенных на организацию и проведение Универсиады-2013, освоена. По данным Счетной палаты Татарстана, лимит выделенных на игры средств составляет 36,4 млрд рублей. По словам Степашина, за три года подготовки к Универсиаде не допущено финансовых нарушений.
19 марта 2013 года президент России Владимир Путин во время рабочей поездки в Казань осмотрел крупнейшие объекты Универсиады и отметил эффективность использования средств на возведение главного стадиона для игр. В тот же день глава Счетной палаты России Сергей Степашин заявил, что опыт подготовки к казанской Универсиаде в части использования бюджетных средств нужно использовать при проведении других крупных мероприятий подобного рода. «По сравнению с Санкт-Петербургом, где мы тоже закончили проверку, это день и ночь», — отметил он.
9 мая 2013 года было открыто продление линии метро, 26 мая — пущен аэроэкспресс от реконструированного главного железнодорожного вокзала «Казань-1» до Международного аэропорта «Казань».
Деревня и почти все спортивные объекты Универсиады были построены задолго (год и более) до её открытия, только «Казань-арена» и Дворец Водных видов спорта были сданы весной 2013 г.
4 апреля и 29 июня 2013 года состоялись торжественное церемонии передачи ключа и открытия Деревни Универсиады, а 1 июля началось её заселение. Также 29 июня в Деревне открыт первый в мире Музей Универсиады.
30 июня был составлен финальный отчёт для FISU, и мэром Казани И. Метшиным, президентом FISU К.-Л. Гальеном и председателем Росстудсоюза О. Матицыным было объявлено о 100%-ной готовности Казани к Универсиаде.
3 июля в Казани открылась Генеральная ассамблея Международной федерации студенческого спорта (FISU).
3 июля был открыт главный медиа-пресс-центр на стадионе «Казань-арена», а также общая welcome-церемония и парад всех волонтёров. 4 июля открылся Главный штаб Универсиады в новом корпусе международного центра «Корстон-Казань».
4 июля фактически и 6 июля официально открыт Культурный Парк Универсиады.
2 июля открыта автоматизированная система проката велосипедов Cyclocity-Veli’K, 5 июля запущены двухэтажные экскурсионные автобусы City Sightseeing, 6 июля на вокзал Казань-1 прибыл передвижной железнодорожный музей ОАО «РЖД».
Российский этап эстафеты Огня начался 1 марта. Огонь посетил около 30 городов России, все районы Татарстана и завершил свой путь в Казани 5 июля 2013 года, перед открытием Универсиады.
На всех спортообъектах прошли как тестовые различные соревнования, в том числе федерального и международного уровня. Репетиции церемоний открытия и закрытия проводились в мае-июне, в том числе генеральная репетиция открытия — 4 июля. Все сервисы, объекты и меры безопасности Универсиады были протестированы в рамках учений «4 дня Универсиады» до 4 июля.
К проведению Универсиады, помимо транспортных объектов (см. выше), были реконструированы и отремонтированы сотни зданий и множество элементов городского благоустройства, в том числе первая очередь реставрации Старо-Татарской слободы.

## Ход событий
5 июля начались первые соревнования Универсиады и прошла пресс-конференция FISU о старте Универсиады.
6 июля по городским улицам из Музея Универсиады в Деревне Универсиады до стадиона «Казань-арена» прошёл последний этап эстафеты Огня Универсиады с личным участием мэра Казани И. Метшина, президента Татарстана Р. Минниханова, президента FISU К.-Л. Гальена, вице-премьера России И. Шувалова, министра спорта России В. Мутко и председателя Росстудсоюза О. Матицына.
В ночь с 6 на 7 июля 2013 года на стадионе «Казань-арена» в присутствии более 45 тысяч зрителей, президента России Владимира Путина, президента FISU Клода-Луи Галльена, руководства Татарстана и Казани и ряда других официальных и известных лиц состоялась масштабная церемония открытия Универсиады с парадом команд, выступлениями официальных лиц, церемонией подъёма флагов России и Универсиады и церемонией зажжения Огня Универсиады, театрализованно-тематическими постановками и концертными выступлениями, видеопрезентациями, спецэффектами и завершающим салютом.
После масштабной и зрелищной церемонии открытия в городе начался ажиотаж с покупкой билетов также и на церемонию закрытия и прочие соревнования. Были распроданы почти все билеты, кроме игр, проводимых на многотысячных стадионах и спортобъектах, на которые стало продаваться до 30 тысяч билетов в день, а цена билетов на церемонию закрытия у спекулянтов достигла 25-40 тысяч рублей. К середине Универсиады был поставлен рекорд продаж билетов за всю историю игр.
12 июля ряд объектов Универсиады посетил президент России В. Путин, который заявил, что благодаря подготовке к Универсиаде Казань получила такое развитие, что стала «шикарным европейским городом».
13 июля гости Универсиады приняли участие в масштабном главном татарском празднике сабантуй, где президент FISU К.-Л. Гальен заявил, что Универсиада в Казани лучшая за всю историю игр.
14 июля в Международном информационном центре открылась международная научно-практическая конференция FISU «Университетский и олимпийский спорт: две модели — одна цель?»
С первых дней Универсиады российская команда стала лидировать в завоевании и всех, и золотых медалей. Большую часть дней Универсиады на втором месте по количеству всех медалей находилась Украина, а по количеству золотых медалей — попеременно Япония, Южная Корея и Китай. Российские победители и призёры Универсиады с 15 июля были награждены медалями «За выдающиеся успехи в спорте».
16 и 17 июля ряд соревнования и объектов Универсиады и города посетил премьер-министр России Д. Медведев.
16 и 17 июля прошли пресс-конференции министра спорта России В. Мутко, мэра Казани И. Метшина, Дирекции Универсиады, Антидопингового комитета и др. об итогах Универсиады.
В ночь с 17 на 18 июля 2013 года на стадионе «Казань-арена» в присутствии более 45 тысяч зрителей, премьер-министр России Дмитрия Медведев, президента FISU Клода-Луи Галльена, руководства Татарстана и Казани состоялась масштабная церемония закрытия Универсиады с парадами волонтёров, флагов и команд, выступлениями официальных лиц, церемонией спуска и передачи Флага Универсиады организаторам следующей Универсиады и церемонией погашения Огня Универсиады, концертными выступлениями российских и корейских звезд эстрады и других артистов, видеопрезентациями, спецэффектами и завершающим салютом.
2 сентября, подводя организационные итоги игр, президент Татарстана Рустам Минниханов вручил Игорю Шувалову орден «За заслуги перед Республикой Татарстан», а мэр Казани Ильсур Метшин — знак почетного гражданина города с формулировкой «За экономическое развитие и процветание Казани, повышение авторитета города, укрепление имиджа столицы РТ в России и на международной арене».
Глава Счетной палаты Сергей Степашин 6 сентября сообщил, что аудиторы Счетной палаты России не выявили существенных нарушений при расходовании средств в ходе подготовки и проведения Универсиады-2013 в Казани. «Нарушения были — чтобы за пять лет не было нарушений, такого не может быть. Были вопросы по строительству стадиона — пришлось менять „по ходу пьесы“ некоторых подрядчиков, саму схему (удорожание произошло). Но таких лобовых фактов коррупции, хищения бюджетных средств не было. Кстати, мы работали вместе с Генеральной прокуратурой», — заявил Степашин.

## Билеты

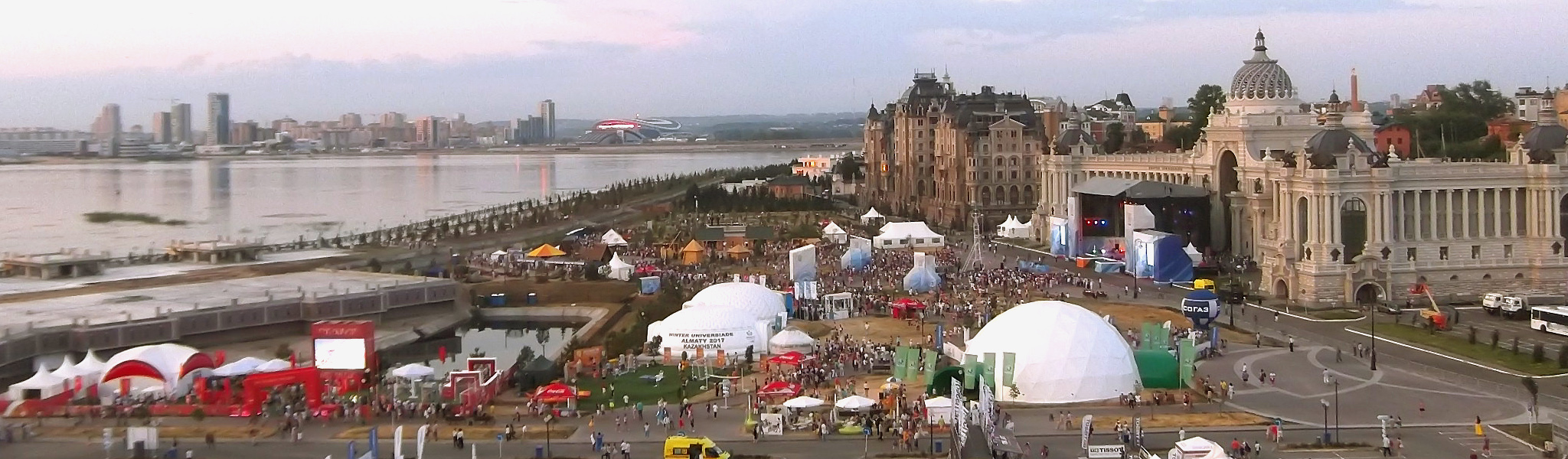
Культурный Парк Универсиады

## Памятные монеты

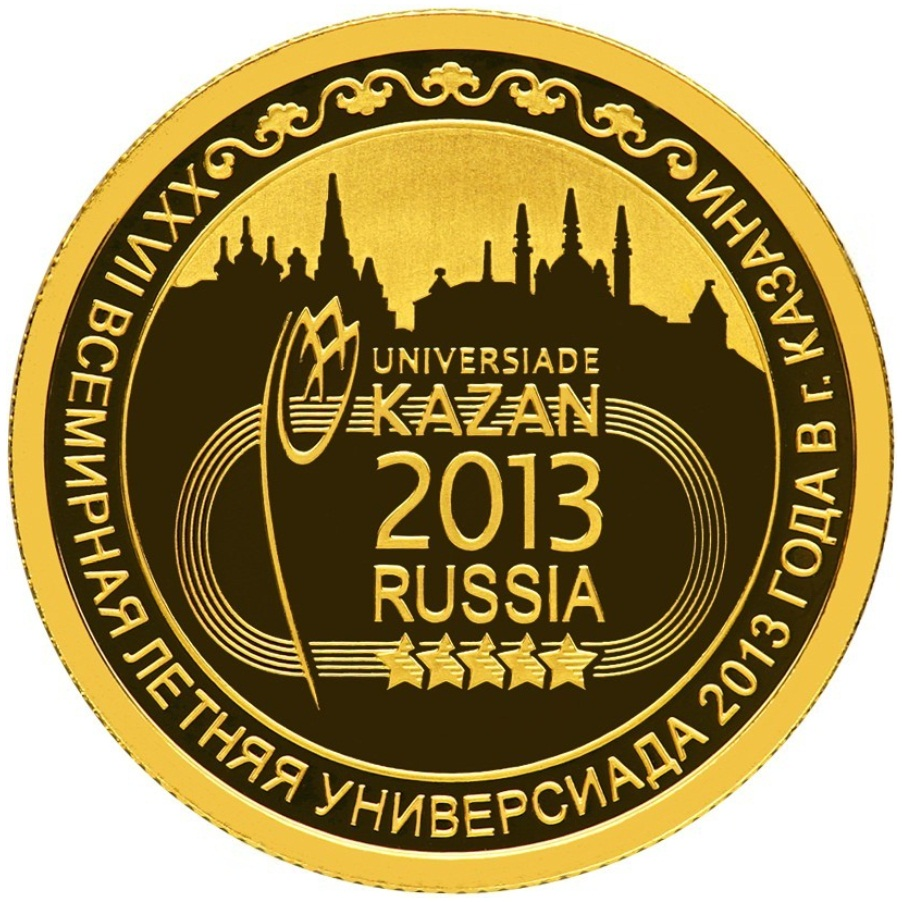
Золотая памятная монета
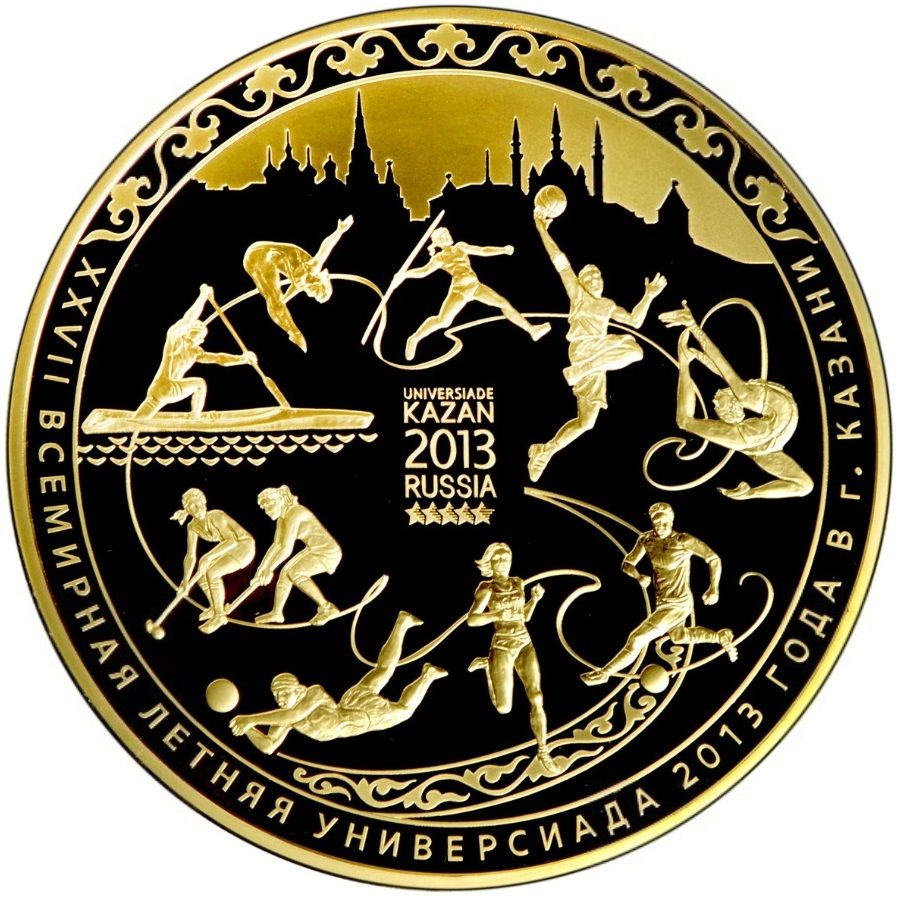
Золотая памятная монета
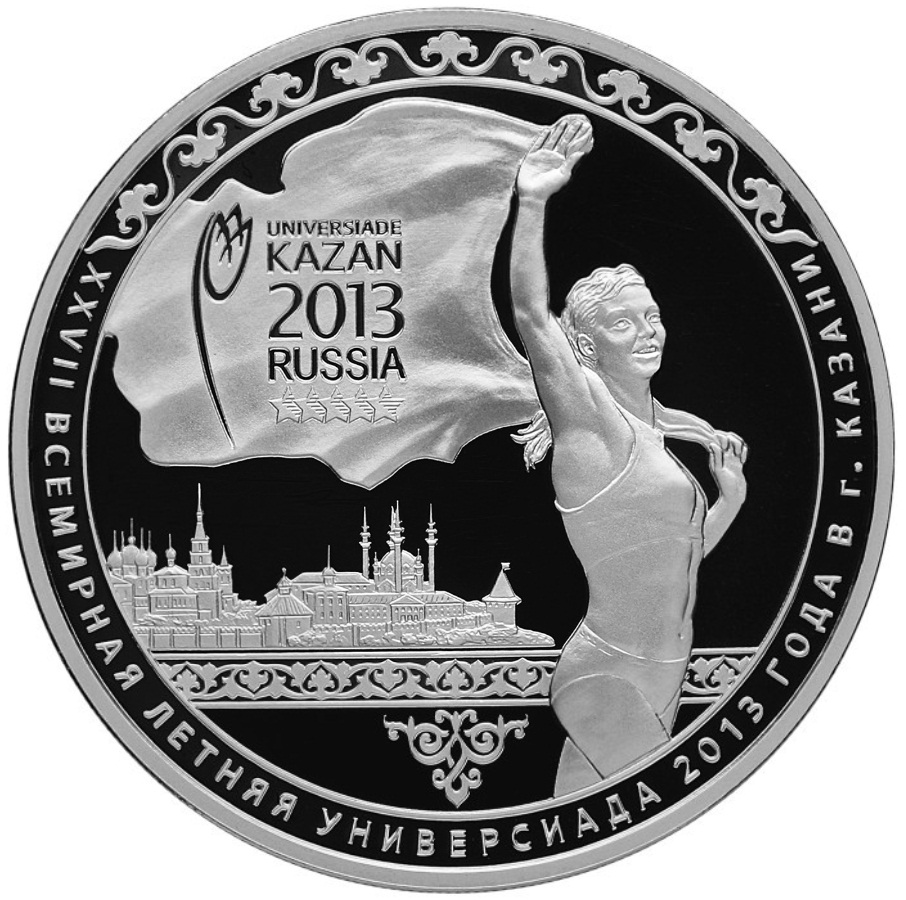
Серебряная памятная монета
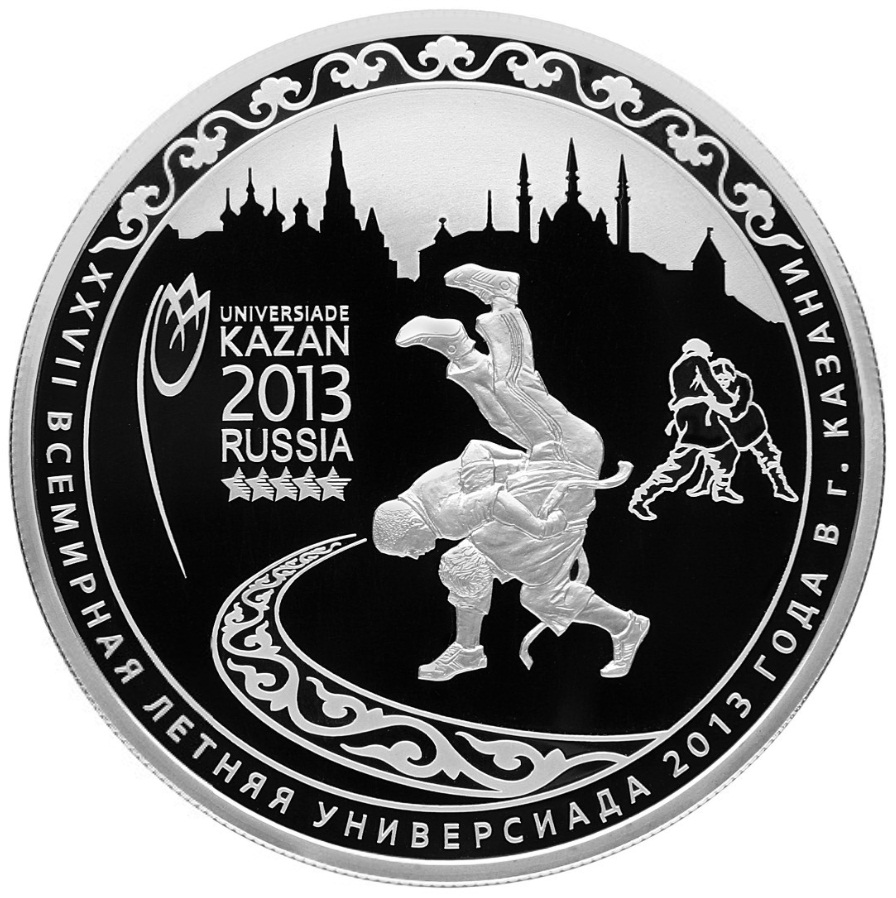
Серебряная памятная монета

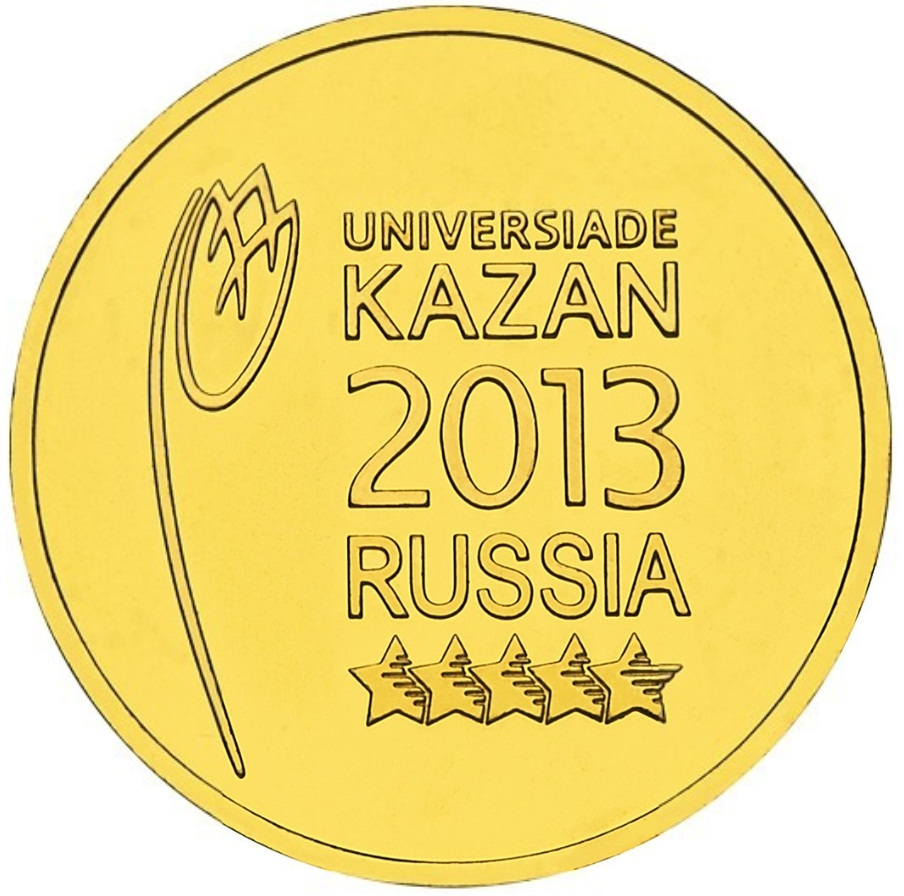
Стальная памятная монета массового обращения с логотипом Универсиады
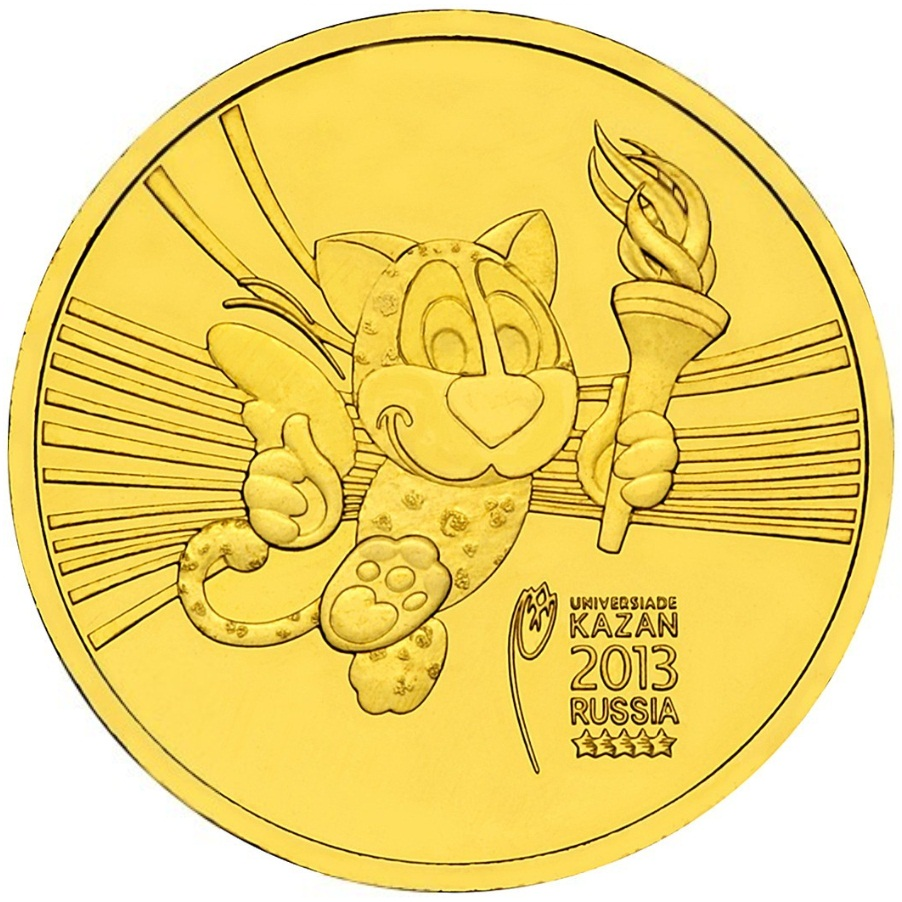
Стальная памятная монета массового обращения с талисманом Универсиады

## Медальный зачёт и рекорды
Страна-организатор (Россия)